# توماش هایتو
توماش نیکودم هایتو (لهستانی: Tomasz Nikodem Hajto؛ زادهٔ ۱۶ اکتبر ۱۹۷۲) بازیکن بازنشسته و مربی فوتبال اهل لهستان است. از باشگاه‌هایی که در آن بازی کرده‌است می‌توان به دربی کانتی، گورنیک زابژه، نورنبرگ، دویسبورگ و باشگاه فوتبال ساوت‌همپتون اشاره کرد.
وی همچنین در تیم ملی فوتبال لهستان بازی کرده و عضو این تیم در جام جهانی فوتبال ۲۰۰۲ بوده‌است.